# بكسر
البَكْسَر أو بوكسر أو قلطي الحراسة أو الكلب الملاكم وهو كلب تعود اسلافه إلى تهجين سلالة الماستيف الألماني والبولدوج الإنجليزي واشتهر هذا الكلب باستعماله في حلبات الثيران لدرجة انه سمي بعضاض الثور وهو كلب يعد كحارس مميز وكان قديمآ يستخدم في الرعى وهو كلب المانى كلب قوى ملئ بى العضلات ورحم انثى الكلب تستوعب من عدد اثنان إلى عشر جراوى.

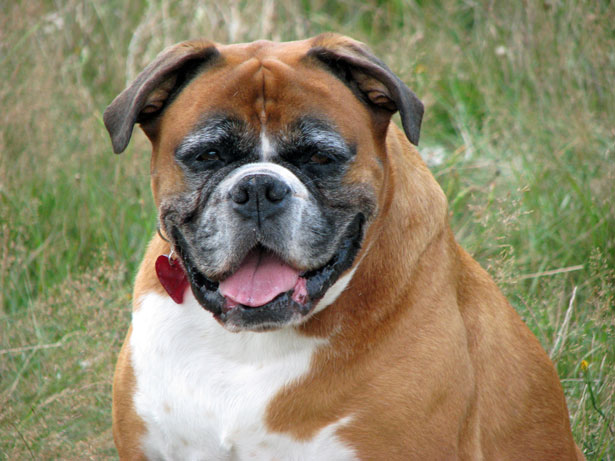
Boxer-dog

## مميزات كلب البَكْسَر[10]
1. عدم كثرة النباح
2. جسمه مرن مغطى بالعضلات
3. لديه المقدرة على التحمل
4. من السهل الحفاظ على فروه نظيفا
5. لا يسبب الحساسية
6. حارس جيد
7. قابل للتأقلم
8. ذكي
9. تصل مدة حياته ل 12 سنة.
10. شجاع نشيط وهادئ.[11]

## مزاج كلب البَكْسَر
كلب البَكْسَر رهيب جدا لأصحابه ومتفاني في عمله، يستجيب للأوامر بشكل جيد، حساس لإحتياجات صاحبه.
عموما كلب البَكْسَر جيد مع الحيوانات الأليفة المنزلية الأخرى، قد يصبح عدوانيا في بعض الأحيان تجاه الكلاب الغريبة أو الكلاب من نفس جنسه، غير ذلك فهذه الكلاب لا تكون عدوانية تجاه الغرباء.
هذه الكلاب لعوبة وطبيعتها اجتماعية للغاية تجعل من كلب البَكْسَر كلب العائلة بامتياز، خصوصا لأصحاب الحدائق كما أنه حارس ممتاز.
إن طبيعة كلاب بَكْسَر تحب العمل واللعب وهو كلب حماية ممتاز للحراسة، وهي صاخبة نوعاً ما ورياضية حتى في سن كبير.
ويصل وزنه كلب البَكْسَر ٧٠رطل، وهو واحد من اخطر كلاب في العالم  وتشير الاحصائيات الي حدوث 48 هجومًا من الكلب علي الإنسان خلال السنوات من عام 1982 حتى عام 2012.

## معرض صور

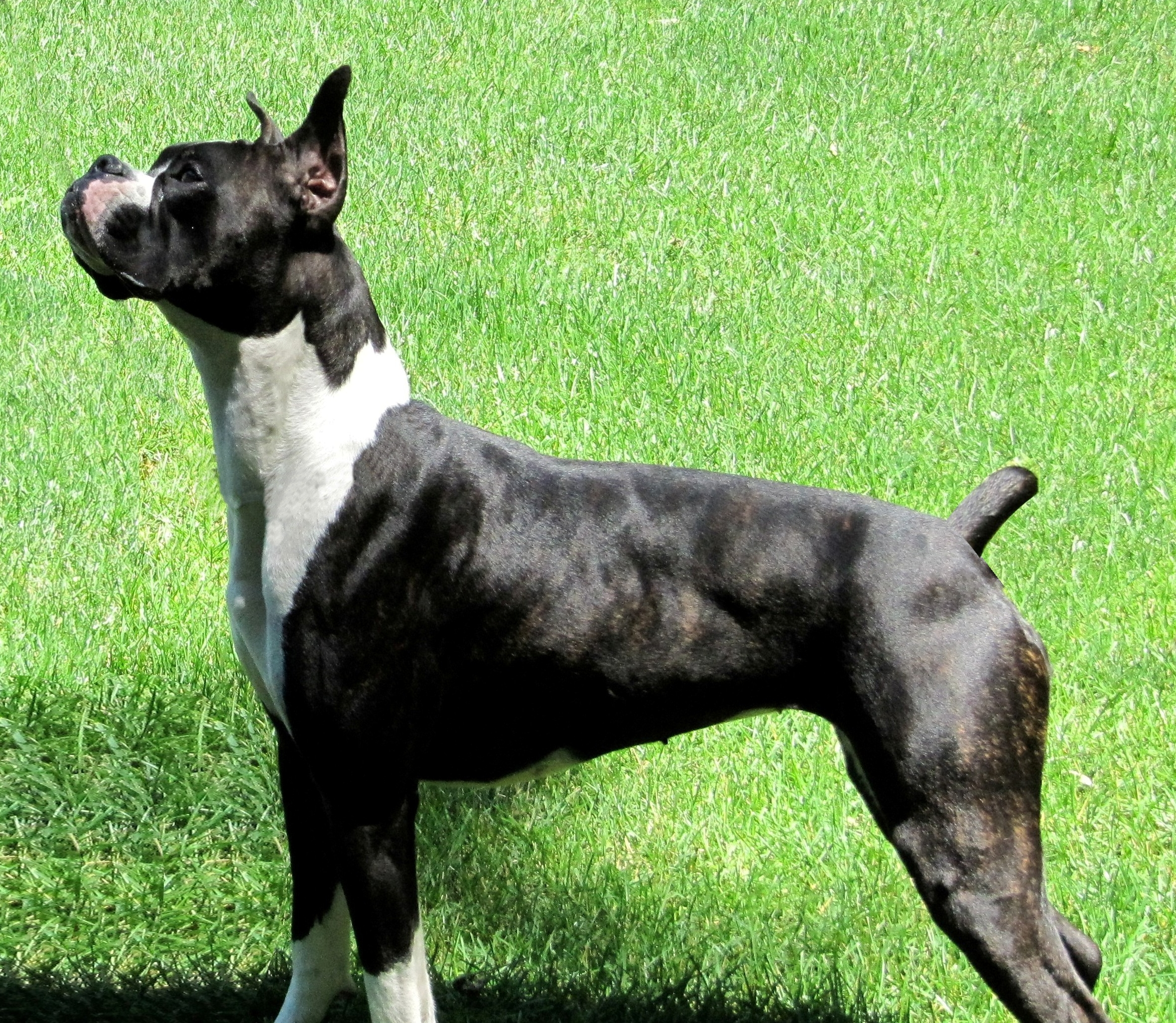
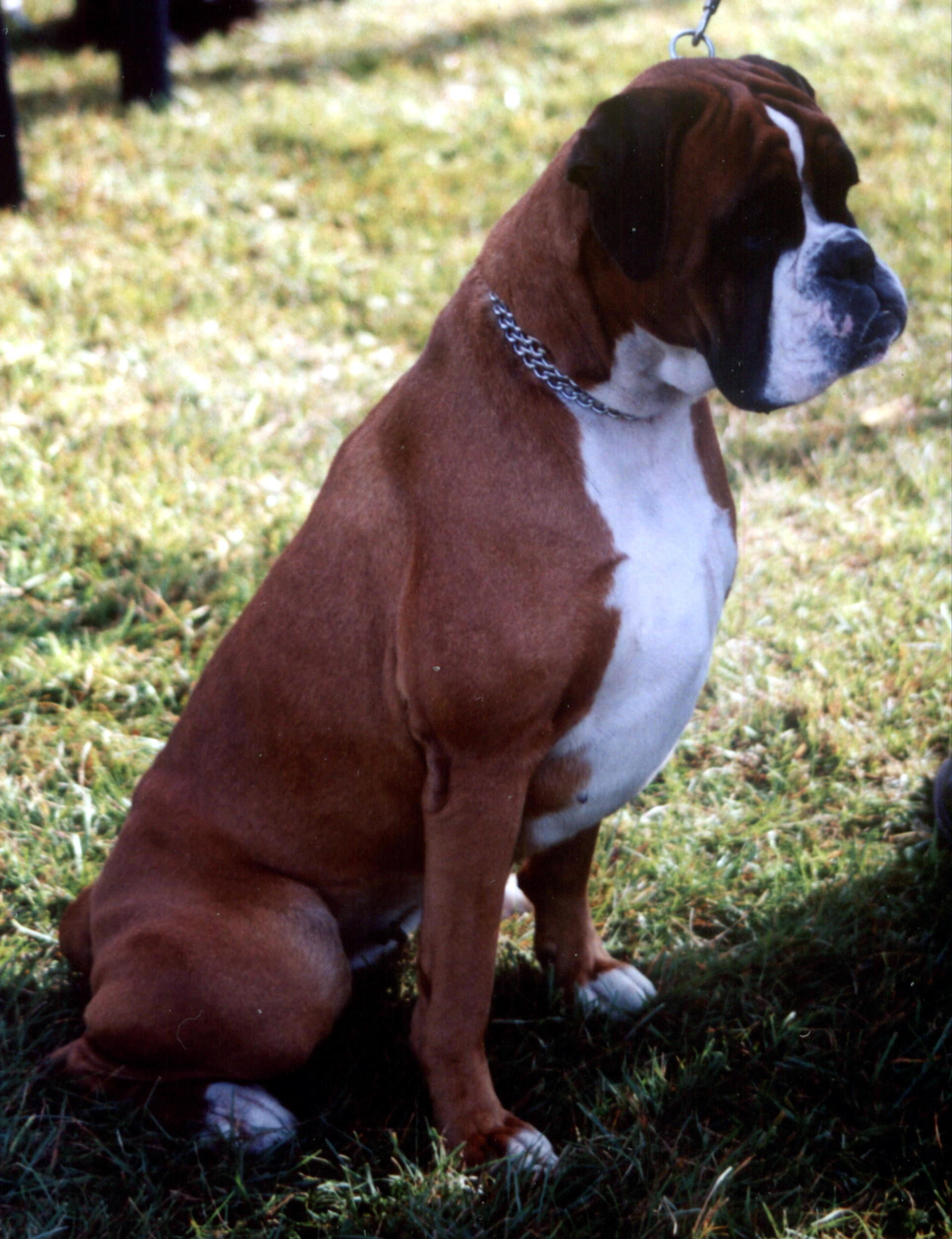
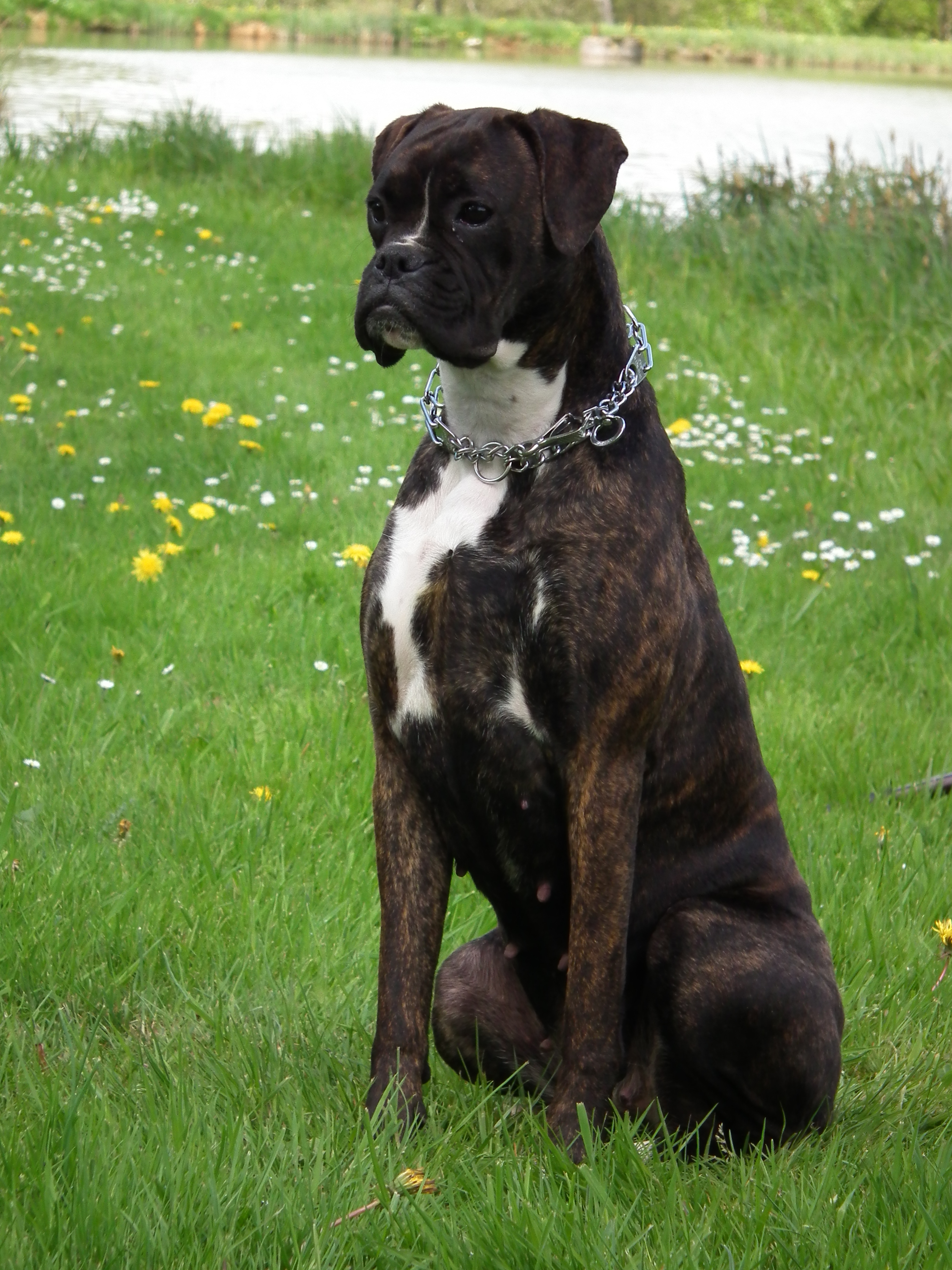